# Ron Fraser
Ron Fraser (25 juni 1933 - 20 januari 2013), was een Amerikaans honkballer en honkbalcoach. Twee succesvolle periodes trainde hij het Nederlands nationaal team.
Fraser speelde honkbal in het team van zijn middelbare school. Hierna kwam hij uit voor de universiteitsteams van de Florida University en Theta Chi. Zijn militaire dienstplicht bracht hem in West-Duitsland, waar hij na zijn afzwaaien bleef als coach van het West-Duitse nationale honkbalteam. Van 1960 tot 1963 vervulde hij dezelfde functie in Nederland. Daarna keerde hij terug naar Florida en trainde het collegeteam van Miami van 1963 tot 1992. Vanaf de Haarlemse Honkbalweek in juli 1972 was hij in 1972-1973 tweemaal twee maanden opnieuw bondscoach in Nederland.   In 1973 zou hij het Nederlands nationaal team coachen bij de 13e Europese kampioenschappen in Haarlem.
In juli 1973 raakte hij in opspraak door negatieve, misprijzende uitlatingen die hij tegenover sportverslaggever Hans van Wissen van dagblad de Volkskrant zou hebben gedaan over het Nederlands honkbal en die leidden tot spanningen tussen hem en diverse spelers, die hij toen een spreekverbod oplegde. Nadat Fraser ontkende die uitlatingen te hebben gedaan, zou Van Wissen erkennen hem in het geheel niet te hebben gesproken.
Het Nederlands honkbalteam werd onder zijn leiding driemaal Europees kampioen (1960, 1962 en 1973). Met zijn universiteitsteam The Hurricanes won hij tweemaal de College World Series, wat hem de bijnaam "Wizard of college baseball" opleverde. Fraser overleed op 20 januari 2013.

## Ron Fraser Award
In 1962 stelde Fraser een beker beschikbaar voor de meestbelovende jonge speler in het Nederlandse honkbal. Deze prijs ging later de 'Ron Fraser Award' heten, en werd gewonnen door onder anderen Ben de Brouwer (1964), Win Remmerswaal, Hans Soepnel (1974), Charles Urbanus jr., Robert Eenhoorn (1983), Rikkert Faneyte, Ralph Milliard, Patrick Beljaards, Sidney de Jong, Greg Halman, Harvey Monte (1999) en Delano Selassa (2017).